# Phyllocnistis canariensis
Phyllocnistis canariensis is een vlinder uit de familie mineermotten (Gracillariidae). De wetenschappelijke naam is voor het eerst geldig gepubliceerd in 1927 door M. Hering.
De soort komt voor in Europa.